# شعبية غدامس

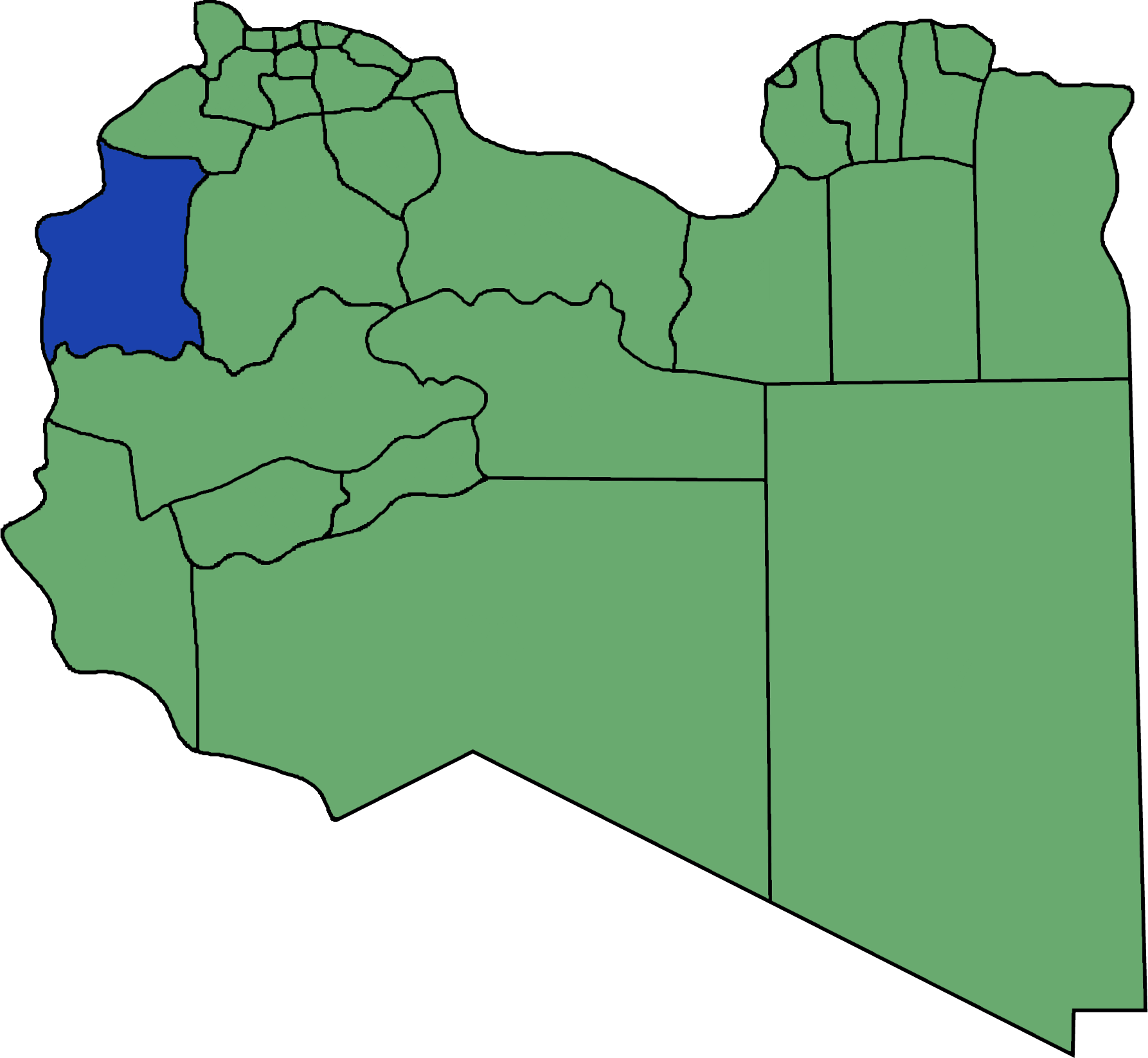

شعبية غدامس هي تقسيم إداري السابقة لمنطقة غدامس وما حولها، ومركزها الإداري مدينة غدامس، واغلب المدن التي تضمها هذه الشعبية سكانها من الليبيون الأصليون وهي:
- غدامس
- سيناون
- مدينة درج
- الأصالة درج
- ماترس
- الشعواء سينلون